# U-Bahn-Station Erdberg
Die Station Erdberg der Wiener U-Bahn-Linie U3 ist eine oberirdische Station im 3. Wiener Gemeindebezirk Landstraße. Sie wurde am 6. April 1991 eröffnet und bildete rund zehn Jahre lang, bis zur Eröffnung des fünften bislang letzten Teilstücks der U3 zwischen Erdberg und Simmering, den östlichen Endpunkt dieser Linie. Der Name der Station geht auf die alte Vorstadt Erdberg zurück, die namentlich zum ersten Mal im 12. Jahrhundert in einer Urkunde erwähnt wurde. Der Legende nach soll hier der englische König Richard Löwenherz auf dem Rückweg vom dritten Kreuzzug gefangen genommen worden sein.
Die Station erstreckt sich auf Straßenniveau zwischen dem stadtauswärts gelegenen Franzosengraben und der stadteinwärtsseitigen Nottendorfer Gasse parallel zur Erdbergstraße und wird von der Südosttangente überfahren. Die Station verfügt über einen Mittelbahnsteig. Von dessen stadteinwärtigen Ende führen über ein oberirdisches Zwischengeschoß Ausgänge zur Nottendorfer Gasse und zum Thomas-Klestil-Platz. Am anderen Ende des Bahnsteigs gelangt man zum Franzosengraben und über einen eingehausten Steg zu einer Park-and-ride-Anlage und dem Kundenzentrum der Wiener Linien, das sich seit 1994 hier befindet. Aufzüge verbinden beide Zwischengeschoße mit dem Bahnsteig und der Erdbergstraße, der Thomas-Klestil-Platz ist über eine Rampe ebenfalls barrierefrei erreichbar. In Richtung Simmering zweigen direkt nach der Station Gleise zum benachbarten Betriebshof Erdberg ab.
In der unmittelbaren Nähe befindet sich das Veranstaltungszentrum Arena, das Österreichische Staatsarchiv in der Nottendorfer Gasse, die österreichische Leitzentrale für den Zivilflugverkehr Austro Control und der Fernbusbahnhof Vienna International Busterminal (VIB), welcher unter anderem durch Flixbus angefahren wird.

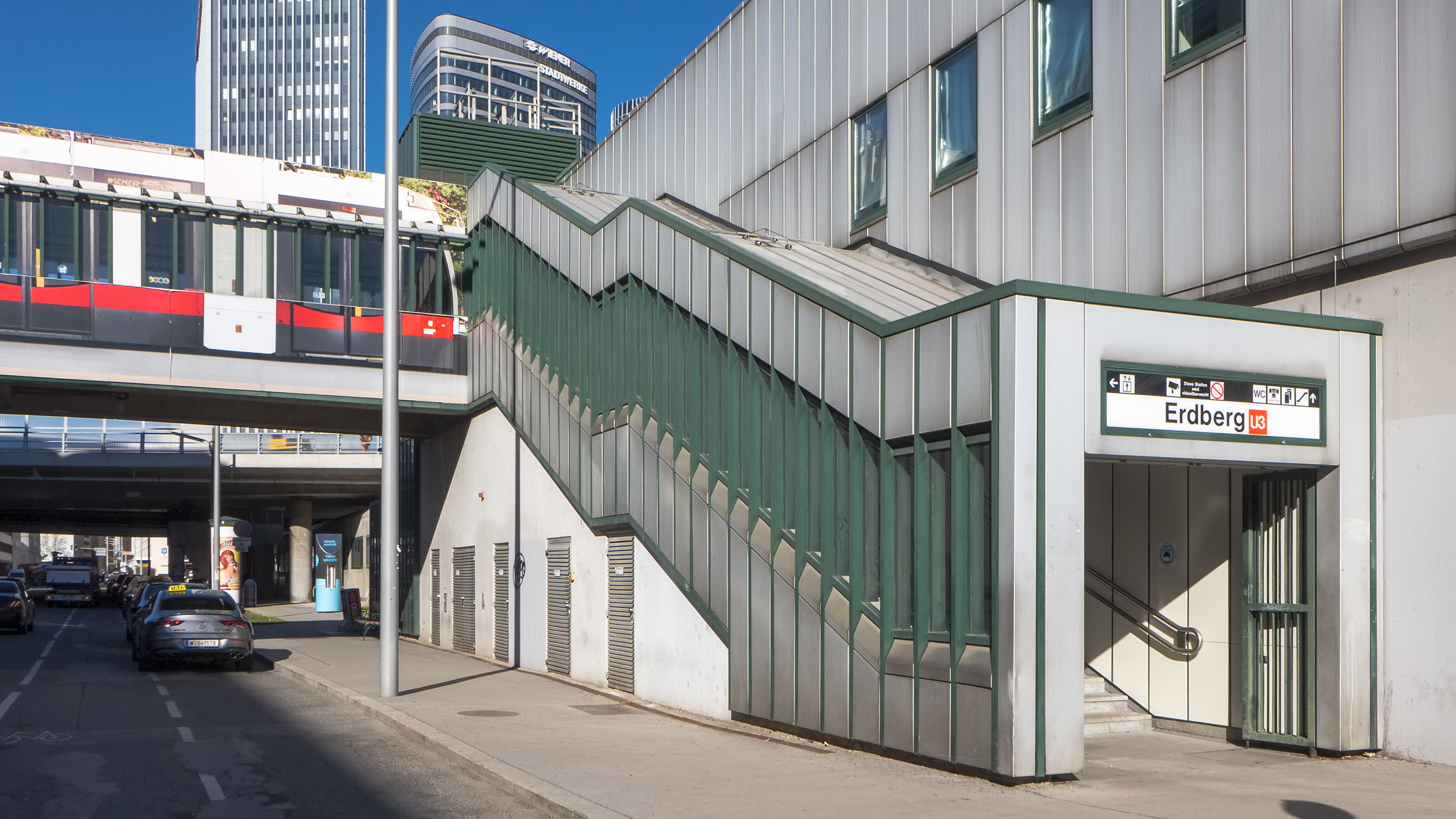
Ausgang Erdbergstraße
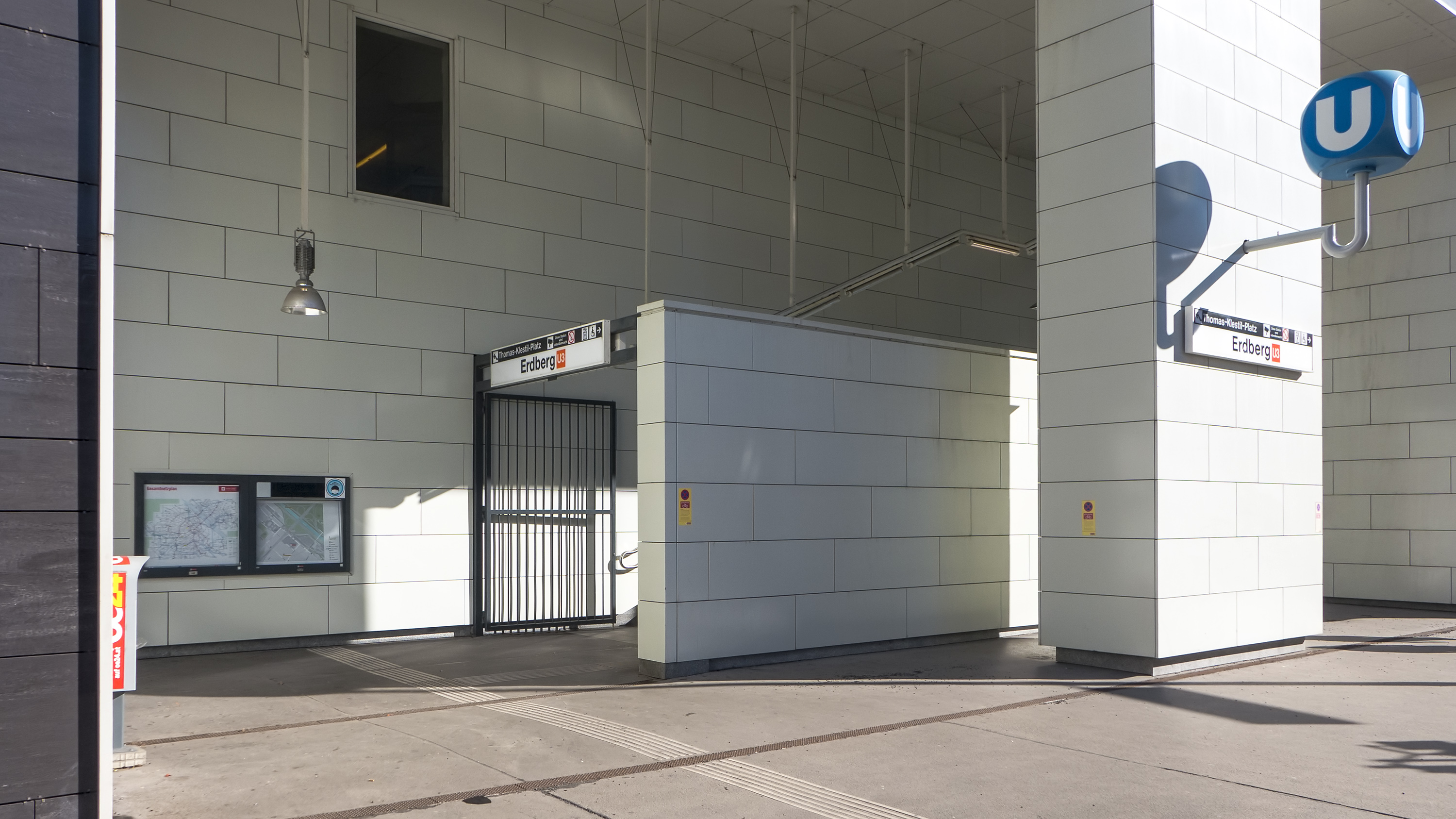
Ausgang Nottendorfer Gasse
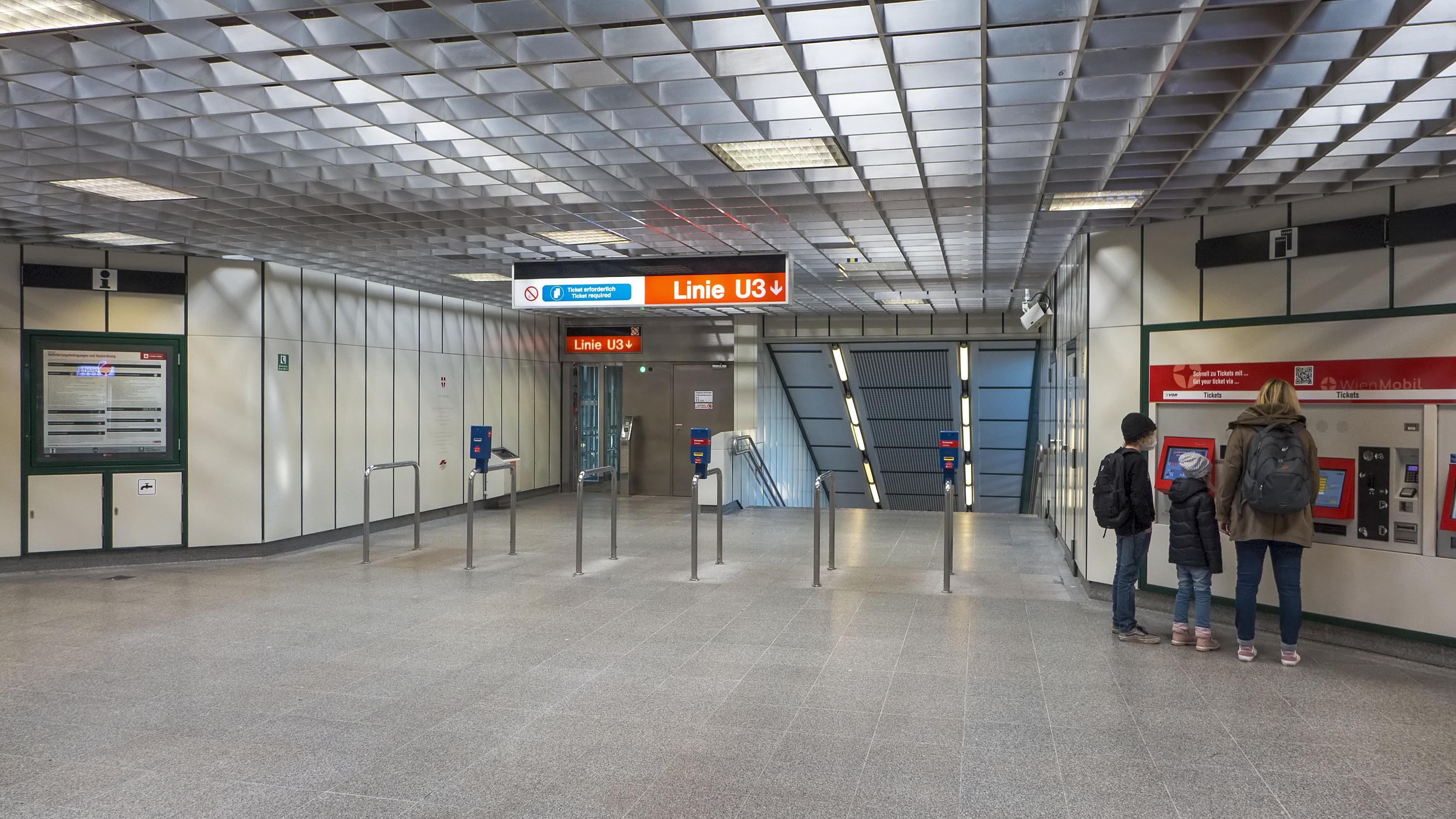
In der Station
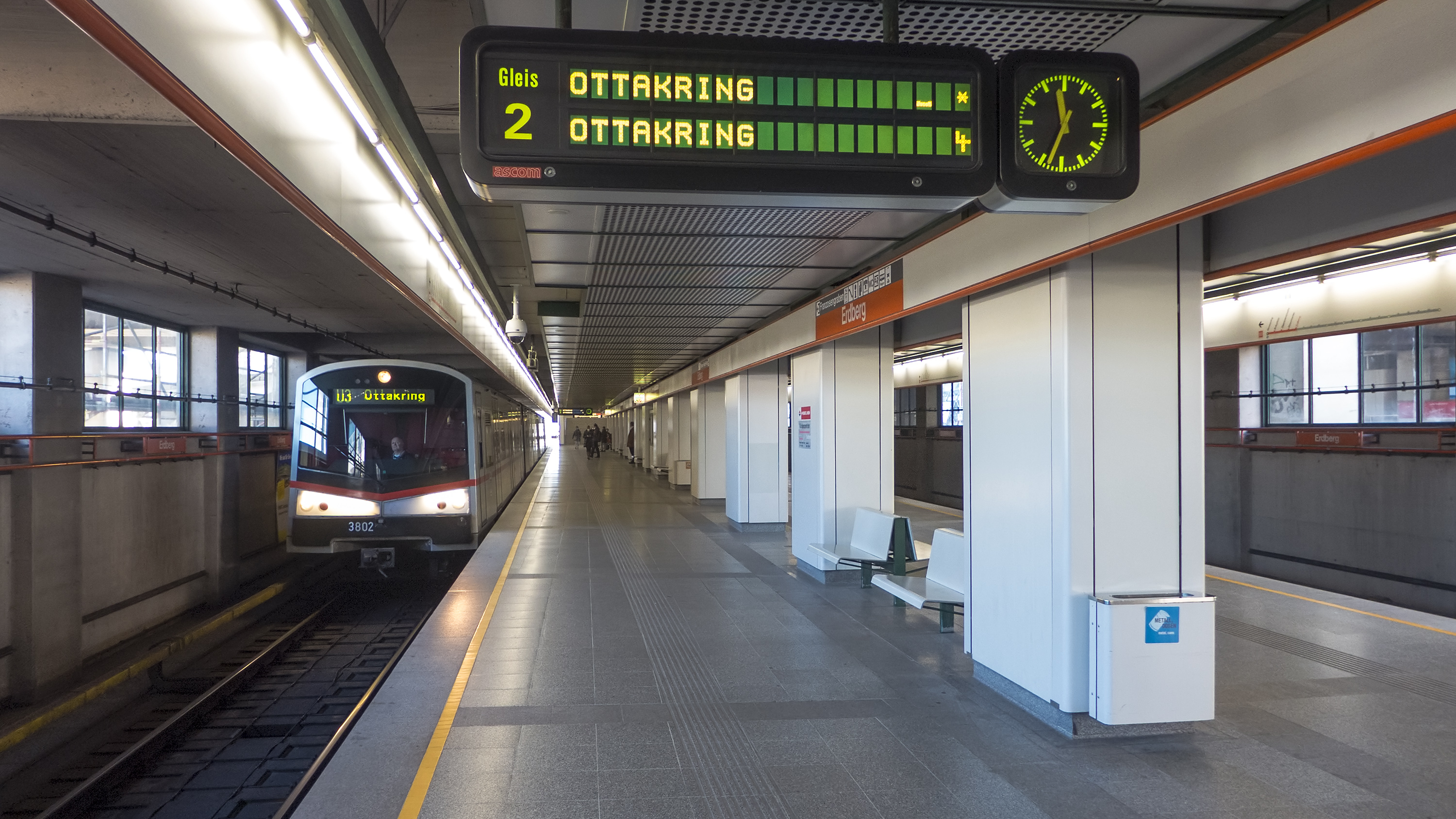
Bahnsteige
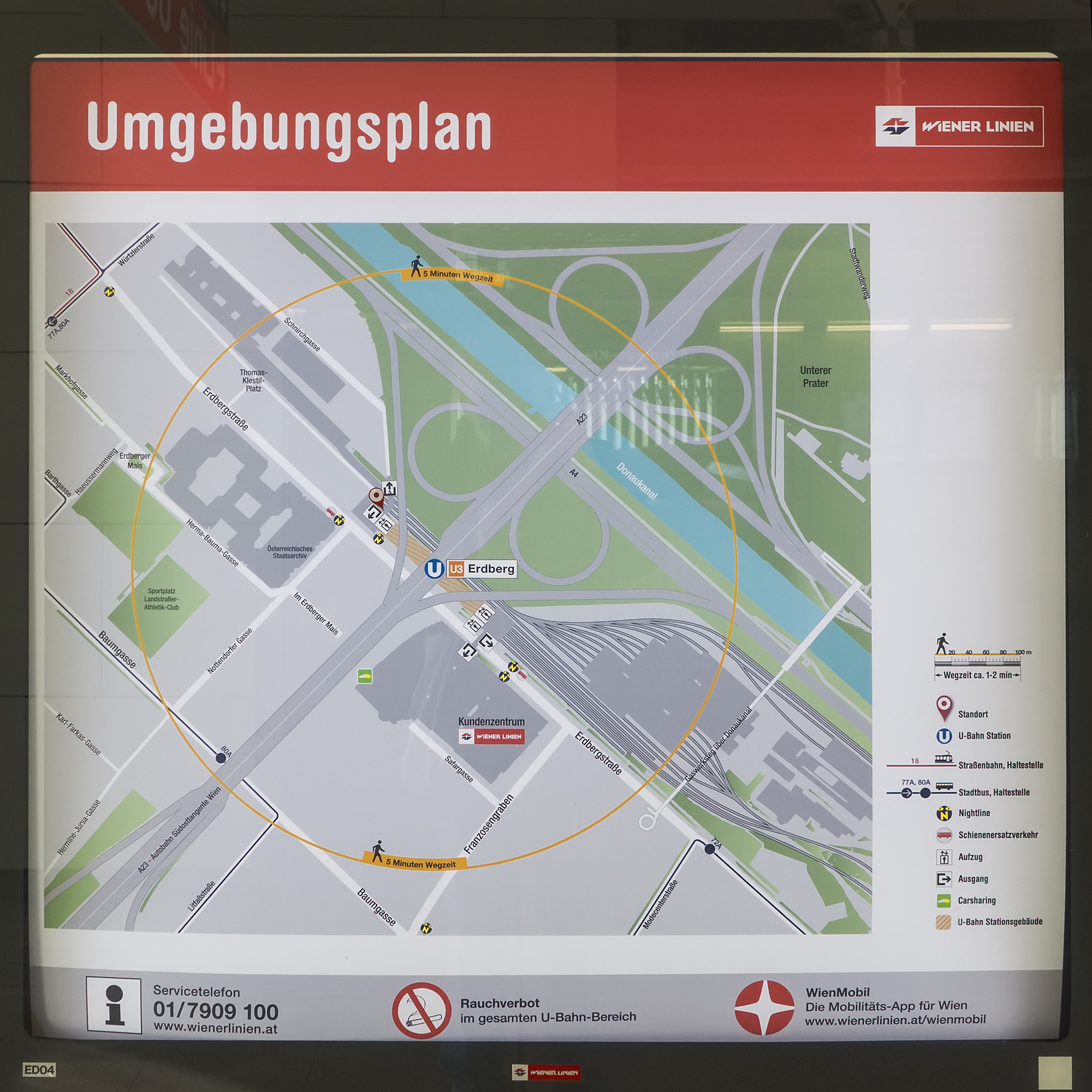
Umgebungsplan
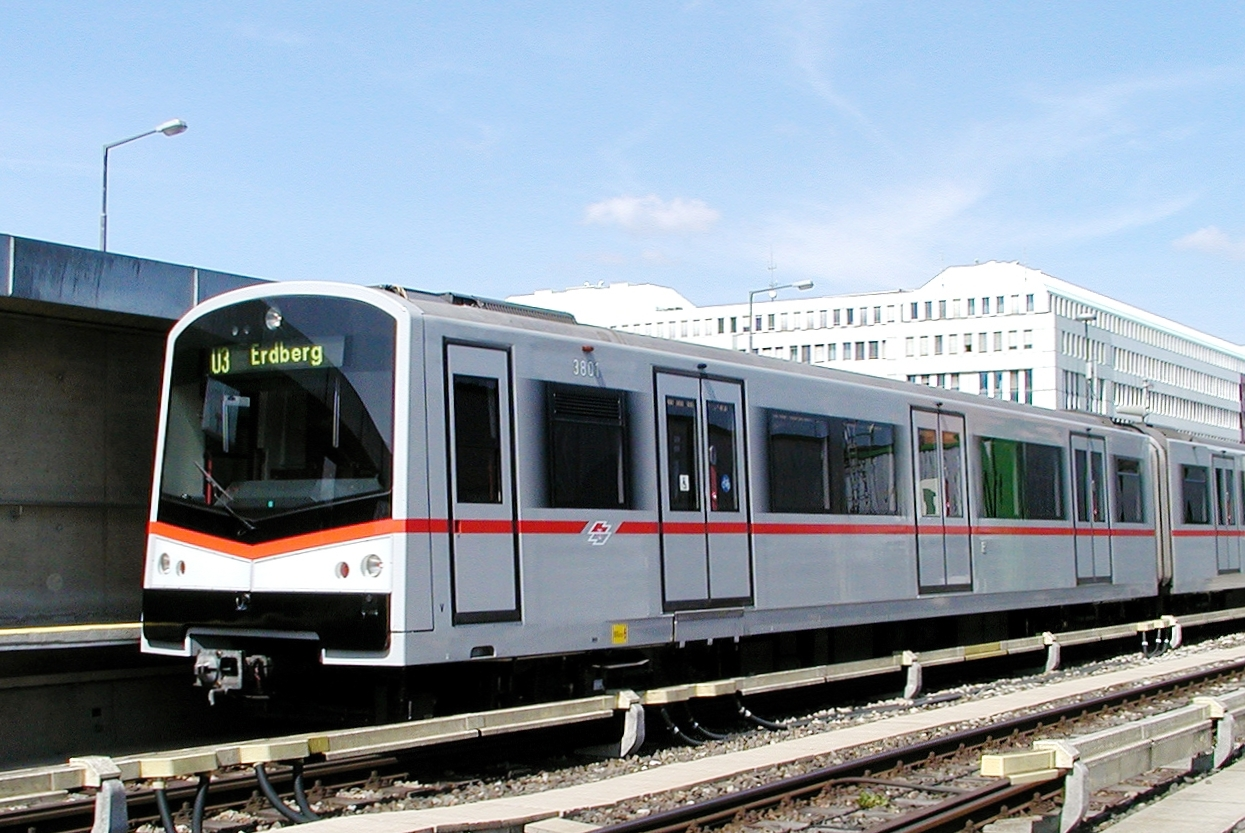
Wagen der Linie U3 nahe der Station Erdberg, im Hintergrund das Kundenzentrum der Wiener Linien
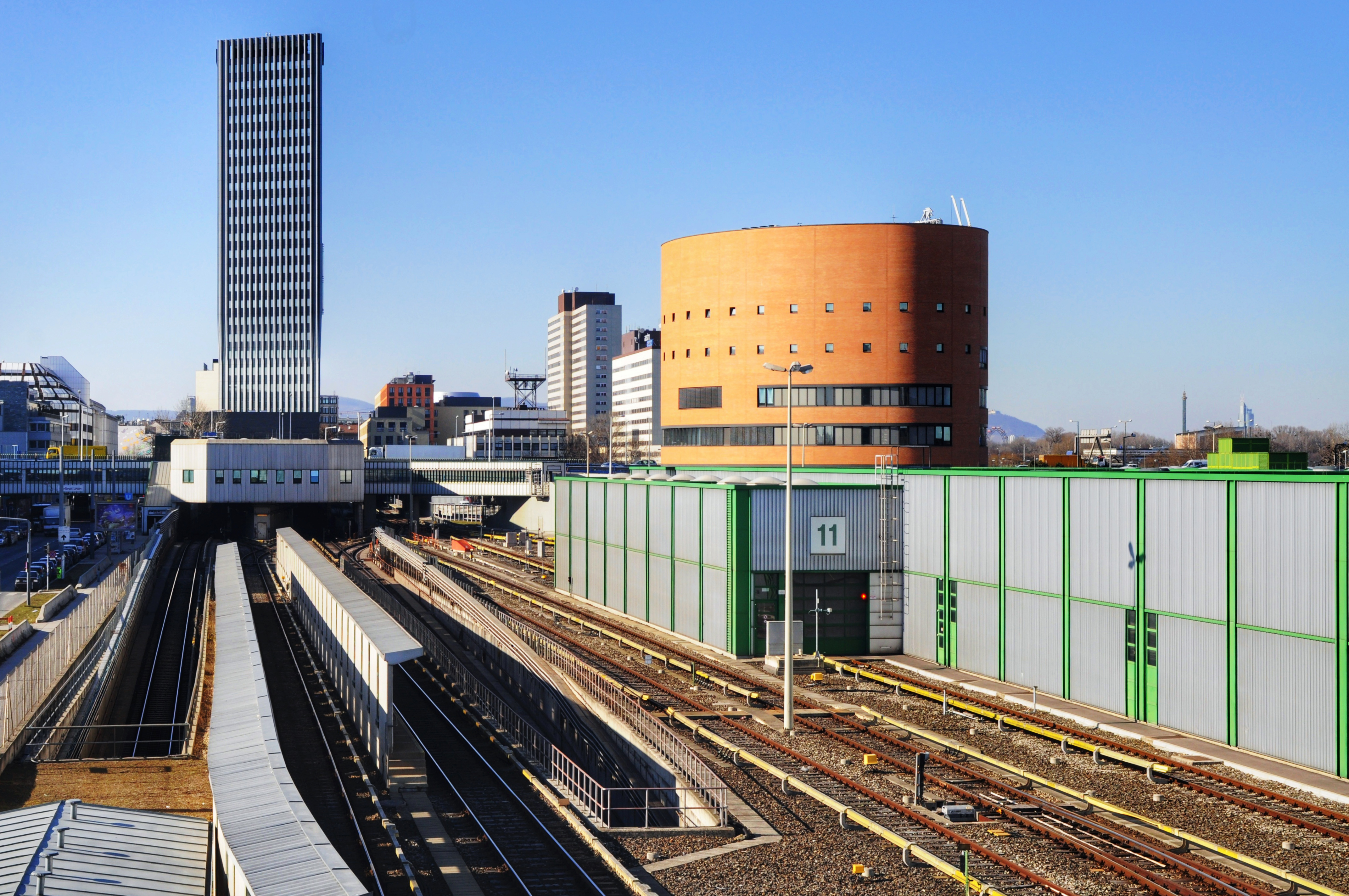
Blick auf die U-Bahn-Station sowie Leitstelle & Waschhalle des Bhf. Erdberg

## Ausgestaltung
Im Freien an der Erdbergstraße sind seit 1991 zwei Wandbilder des Künstlers Peter Atanasov installiert. Beim Ausgang Nottendorfer Gasse befindet sich das Bild Stadteinwärts und beim Ausgang Erdbergstraße das Bild Stadtauswärts. Die aus handbemalten Fließen bestehenden Flächen zeigen ruhige, freundliche Stadtlandschaften, in die zahlreiche Symbole eingearbeitet sind. Als Reverenz an die U-Bahn ist auf beiden Bildern je ein stilisierter Tunnel und eine Stiegenanlage zu sehen.

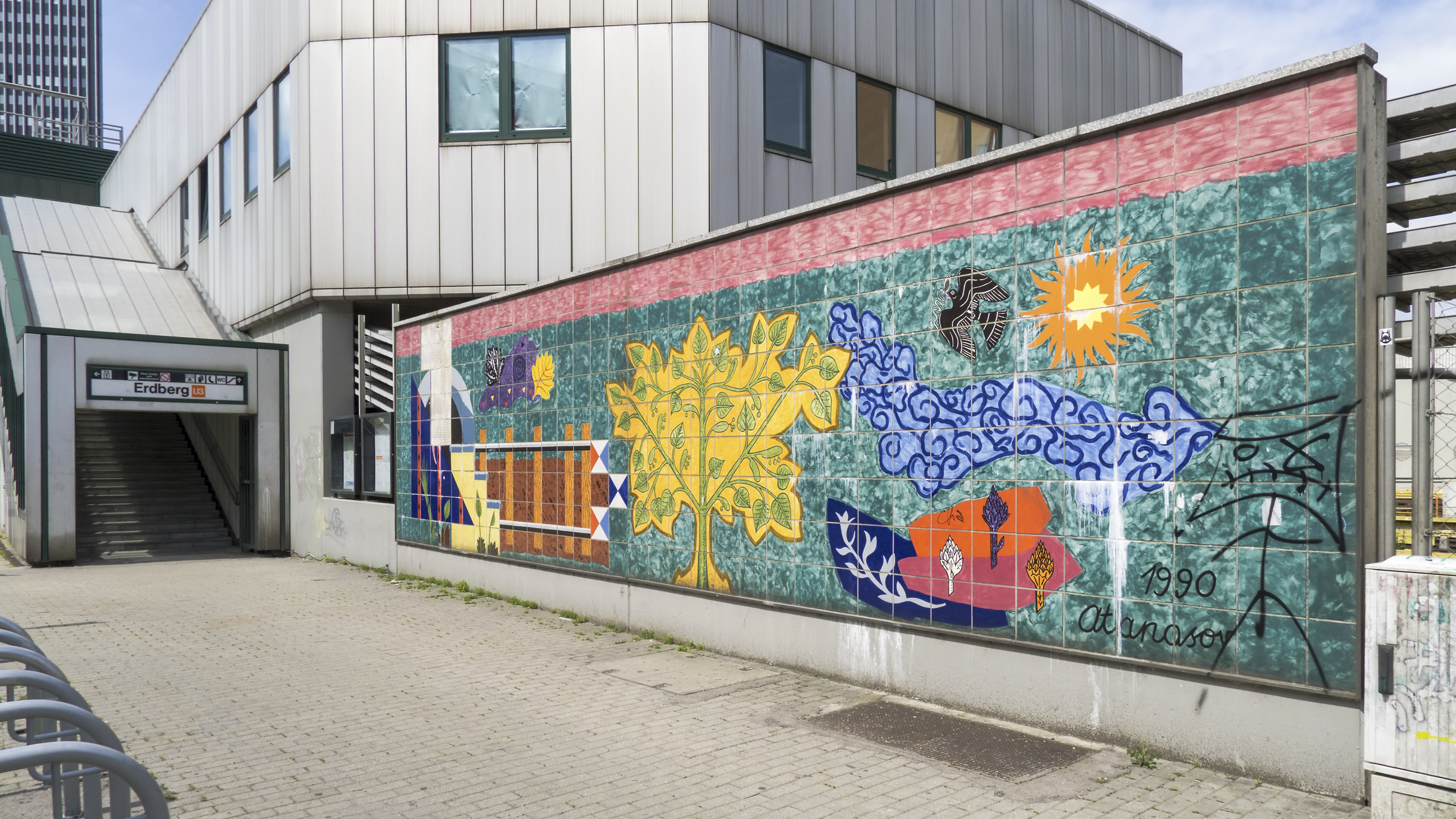
Wandbild Stadtauswärts
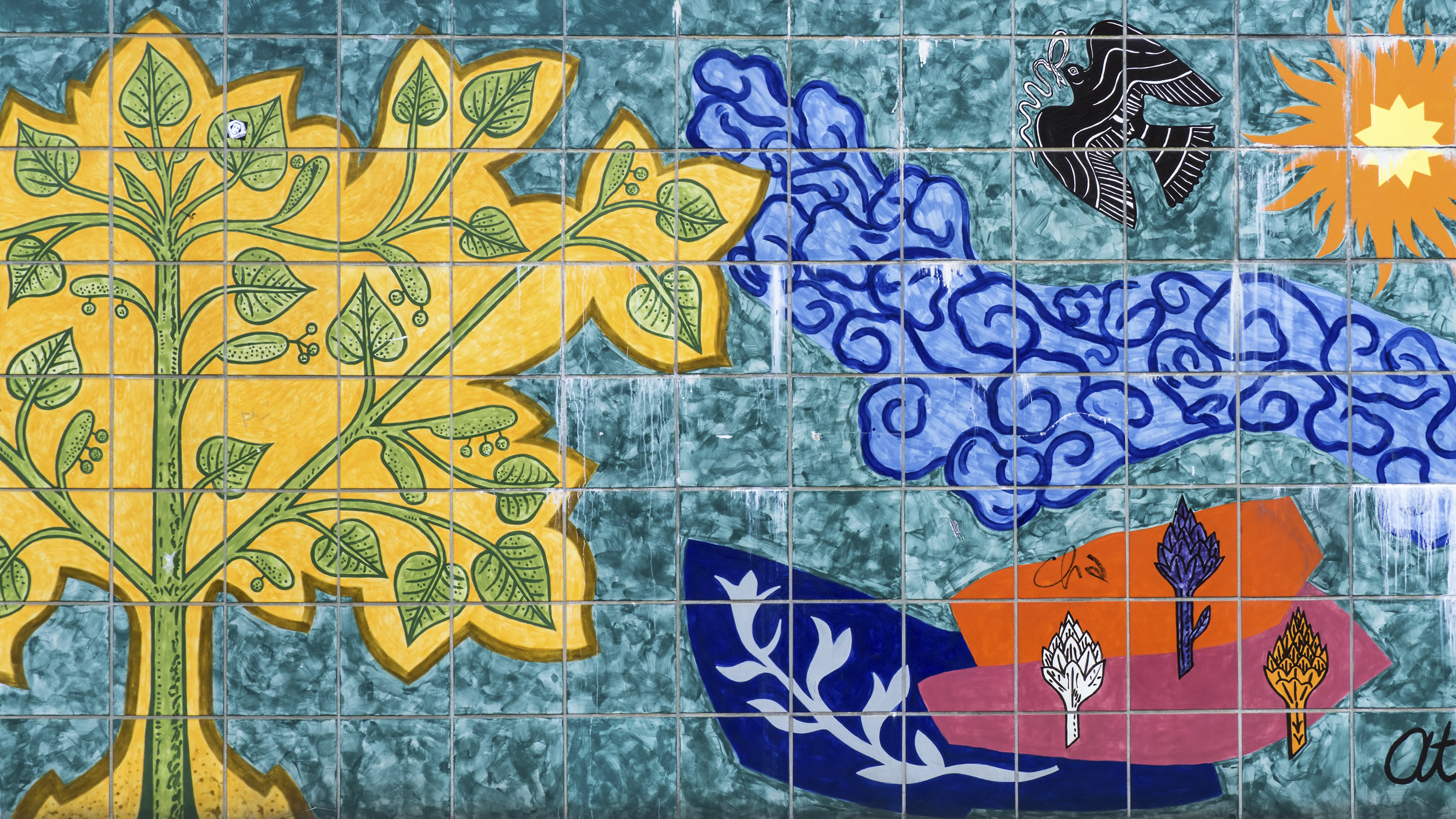
Detail: Lindenbaum
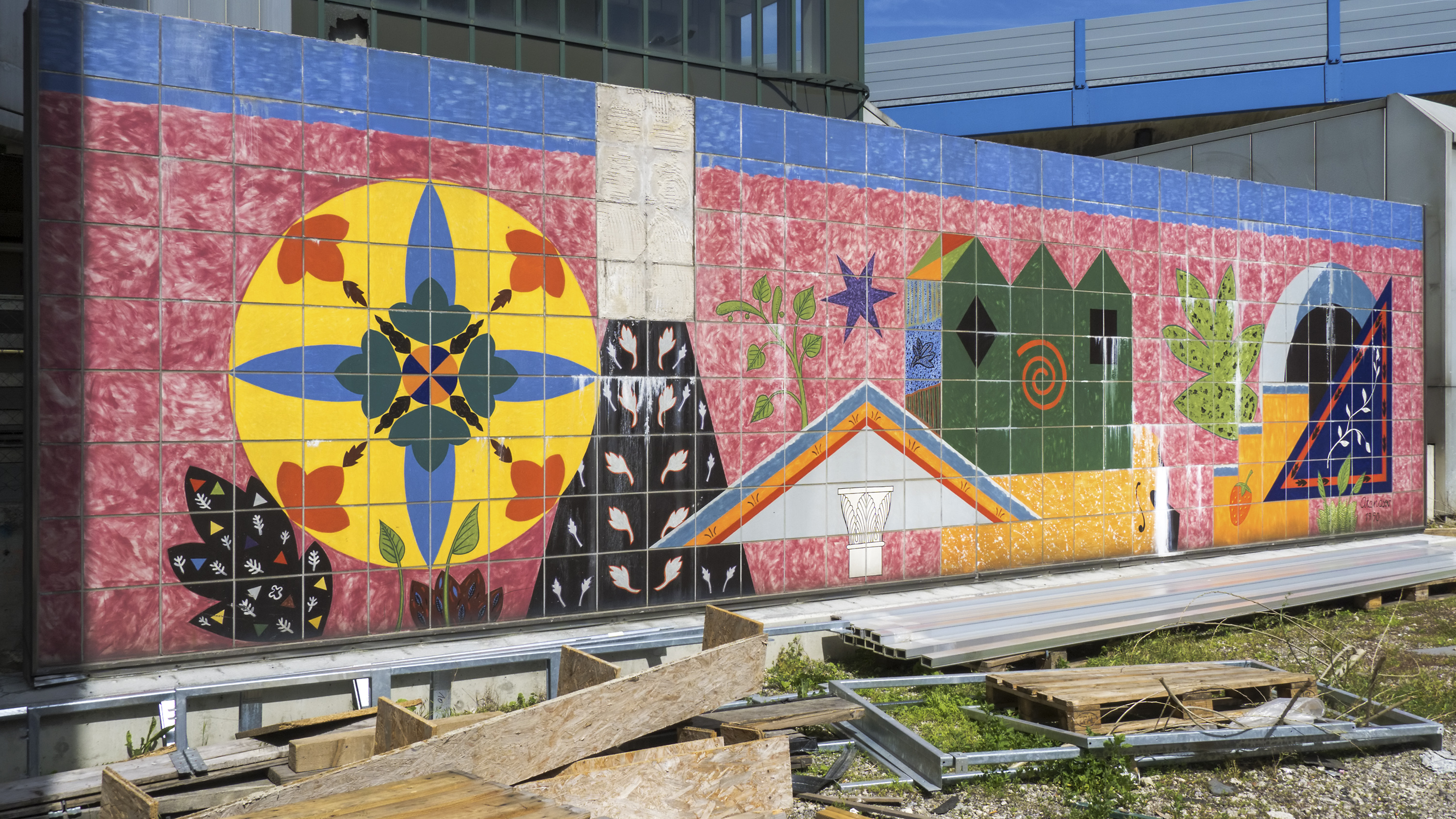
Wandbild Stadteinwärts
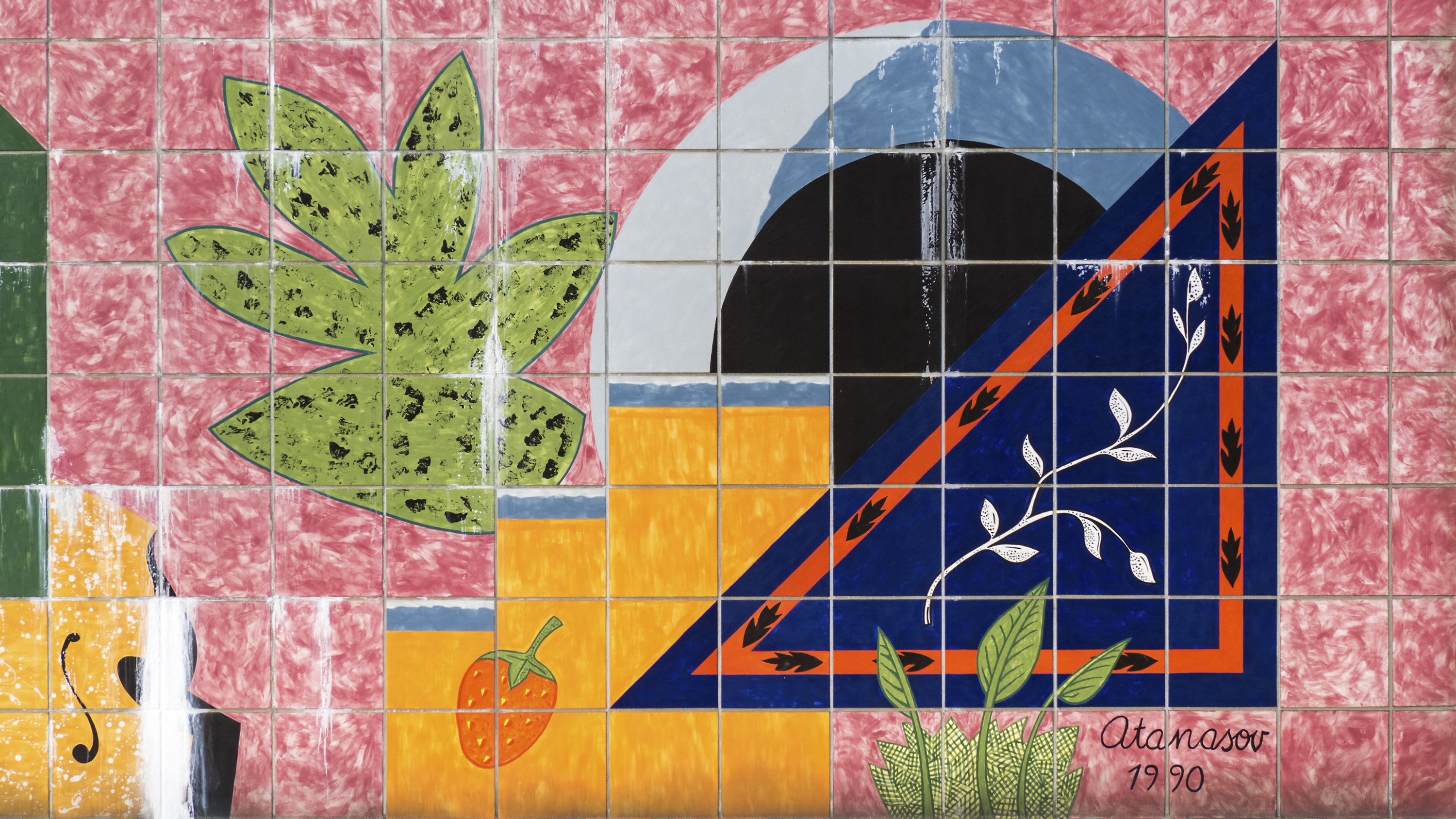
Detail: Stiege und Tunnel

## Weblink
| Vorherige Station             | U-Bahn Wien | Nächste Station       |
| ----------------------------- | ----------- | --------------------- |
| Schlachthausgasse ← Ottakring | U3          | Gasometer Simmering → |